# Rio San Jorge
O rio San Jorge é um rio no noroeste da Colômbia, que nasce no Parque Nacional Natural Paramillo, município de Ituango, Antioquia, e corre entre as serras de San Jerónimo e Ayapel, antes de desaguar no rio Magdalena, no departamento de Bolívar, águas abaixo da foz do rio Cauca.
Percorre principalmente o departamento de Córdoba, onde é um eixo estruturante da economia local.
Sua bacia hidrográfica cobre 96.500 km² no sudeste do departamento de Córdoba, e canaliza as águas da Ciénaga de Ayapel para a Depresão de Momposina, banhada em seu percurso pelos departamentos caribenhos de Córdoba, Sucre e Bolívar. Seus afluentes são os rios San Pedro, Sucio e Uré. Registra vazão mínima de 24 m³/s e máxima de 697 m³/s.
É um dos rios com grande riqueza de pesca, mas sua alta poluição e deterioração se devem em grande parte à pesca com explosivos e à obtenção de ouro aluvionar de suas águas pelo método de flotação com mercúrio.